# Rom (Mecklenburg)
Rom is een gemeente in de Duitse deelstaat Mecklenburg-Voor-Pommeren, en maakt deel uit van het Landkreis Ludwigslust-Parchim.
Rom telt 792 inwoners.